# Agapit (Borzakowski)
Agapit, imię świeckie Aleksandr Korniłowicz Borzakowski (ur. 1860, zm. 28 listopada 1937) – rosyjski biskup prawosławny.

## Życiorys
Był synem wiejskiego duchownego prawosławnego. Ukończył studia medyczne na Uniwersytecie Moskiewskim, po czym przez dwadzieścia pięć lat pracował jako lekarz. W 1909 złożył wieczyste śluby mnisze w monasterze św. Onufrego w Jabłecznej. W tym samym roku został wyświęcony na hieromnicha. W Jabłecznej żył do I wojny światowej – po jej wybuchu został skierowany do armii rosyjskiej jako lekarz polowy. W 1918 zamieszkał w monasterze św. Mikołaja w Ordinie (gubernia orłowska).
12 grudnia 1921 został wyświęcony na biskupa karaczewskiego, wikariusza eparchii briańskiej. Obowiązki te pełnił przez trzy lata. Od 1923 był locum tenens eparchii briańskiej, zaś w 1924 został jej ordynariuszem na stałe. Jeszcze w tym samym roku został skazany na zsyłkę do guberni twerskiej. Do Briańska wrócił w 1927. Nie został jednak ponownie ordynariuszem eparchii, a od 1930 był biskupem starodubskim, jej wikariuszem. W 1930 został aresztowany pod zarzutem organizowania antyradzieckich grup złożonych z prawosławnych mnichów, a następnie skazany na dziesięć lat łagru. Karę odbywał w obozie w Komi. Zwolniony po trzech latach, został w 1933 biskupem nowotorskim, wikariuszem eparchii kalinińskiej. W 1934 otrzymał godność arcybiskupa. W 1936 był aresztowany po raz kolejny, pod zarzutem udziału w kontrrewolucyjnej grupie duchowieństwa. Skazany na pięcioletnią zsyłkę do Kazachstanu, w 1937 został na zesłaniu aresztowany pod zarzutem agitacji kontrrewolucyjnej. W czasie przesłuchania przyznał, iż w rozmowach z wiernymi twierdził, że władza radziecka musi upaść, gdy prowadzi walkę przeciwko religii. W 1937 został skazany na śmierć i 28 listopada 1937 stracony.